# Religia w województwie lubuskim
Religia w województwie lubuskim – artykuł zawiera listę kościołów i związków wyznaniowych działających na terenie województwa lubuskiego.

## Katolicyzm

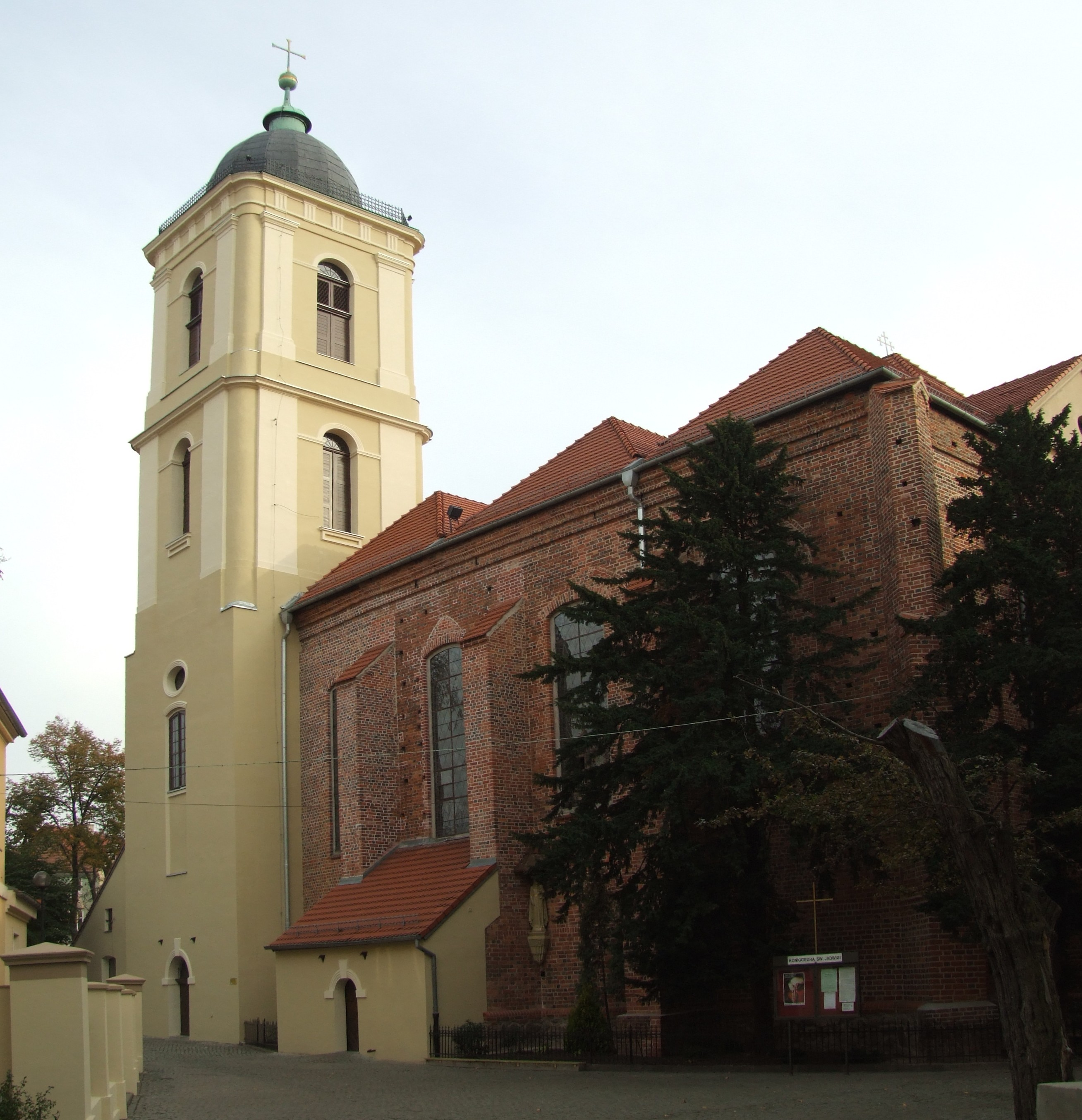
Konkatedra św. Jadwigi w Zielonej Górze

### Kościół rzymskokatolicki
Obrządek łaciński
- Metropolia poznańska (część)
  - Archidiecezja poznańska (część) – dekanat międzychodzki (część)
- Metropolia szczecińsko-kamieńska (część)
  - Archidiecezja szczecińsko-kamieńska (część) – dekanaty: Drawno (część); Myślibórz (część)
  - Diecezja zielonogórsko-gorzowska (część) – dekanaty: Babimost; Drezdenko (część); Gorzów Wielkopolski – Katedra; Gorzów Wielkopolski – Chrystusa Króla; Gorzów Wielkopolski – Świętej Trójcy; Gubin; Kostrzyn; Kożuchów; Krosno Odrzańskie; Lubsko; Łęknica; Nowa Sól; Pszczew; Rokitno (część); Rzepin; Sława (część); Strzelce Krajeńskie; Sulechów (część); Sulęcin; Szprotawa (część); Świebodzin – Miłosierdzia Bożego; Świebodzin – Najświętszej Maryi Panny Królowej Polski; Wschowa; Zielona Góra – Ducha Świętego; Zielona Góra – Podwyższenia Krzyża Świętego (część); Zielona Góra – św. Jadwigi; Żagań; Żary

Obrządek bizantyjsko-ukraiński
- Eparchia wrocławsko-koszalińska

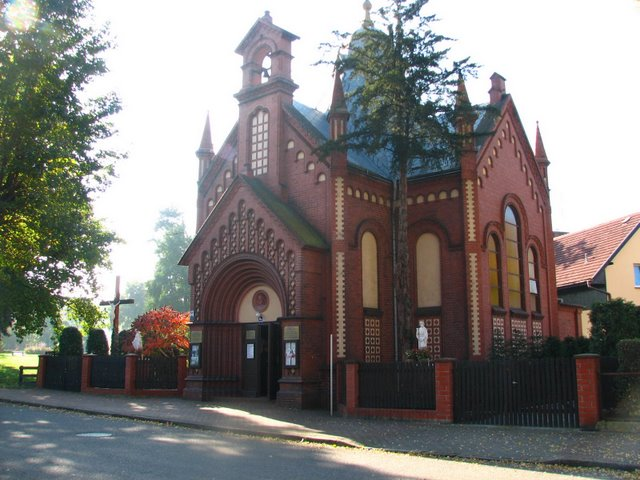
Kościół polskokatolicki Podwyższenia Krzyża Świętego w Żaganiu

  - Dekanat zielonogórski (część) – parafie: Gorzów Wielkopolski; Międzyrzecz; Nowogród Bobrzański; Osiecko; Poźrzadło; Skwierzyna; Strzelce Krajeńskie; Szprotawa; Zielona Góra

### Kościół Polskokatolicki
- Diecezja wrocławska
  - Dekanat lubuski – parafie: Gozdnica; Małomice; Szprotawa; Zielona Góra; Żagań; Żary[1]

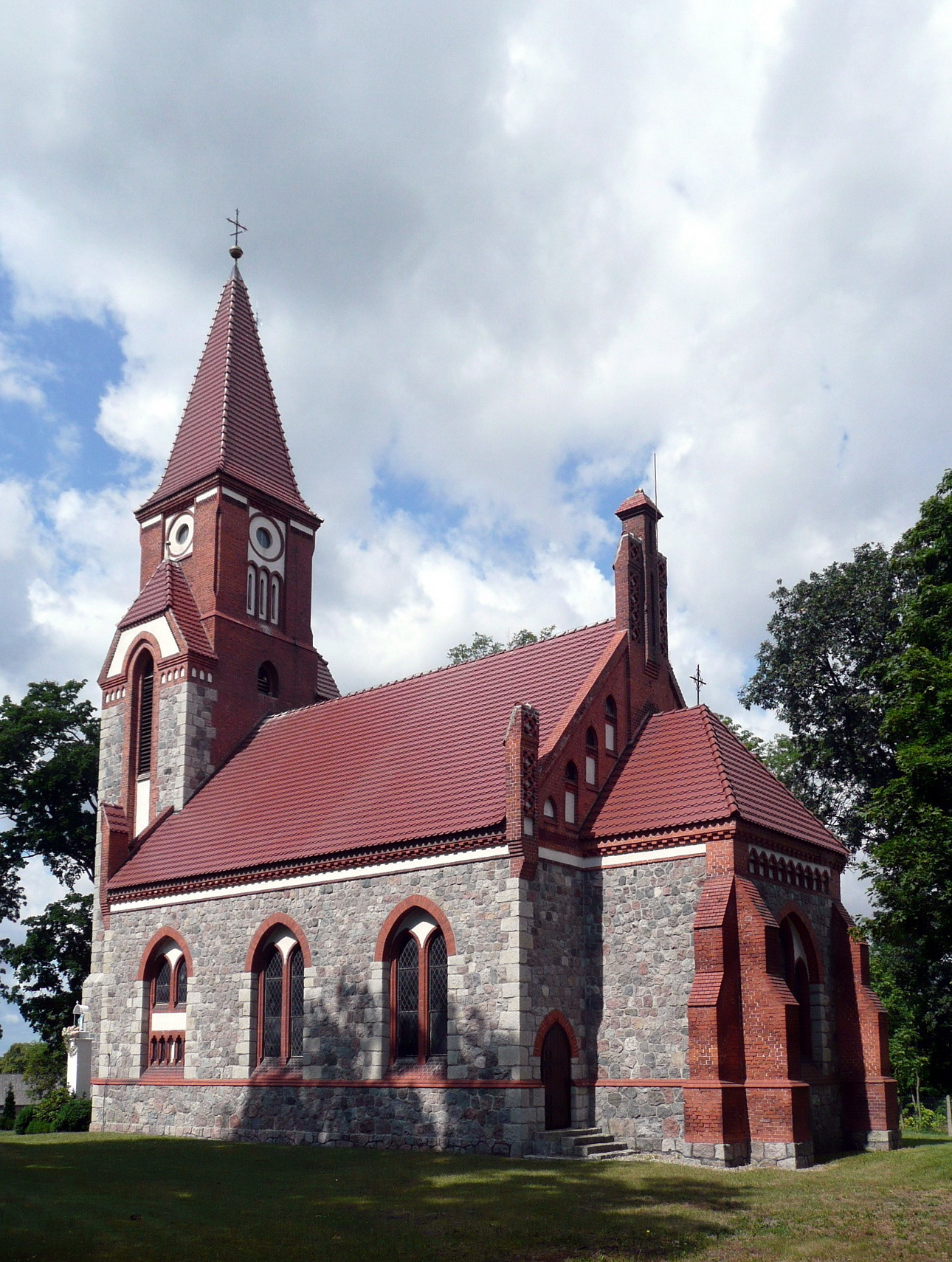
Cerkiew prawosławna Zaśnięcia Przenajświętszej Bogurodzicy w Ługach

## Prawosławie

### Polski Autokefaliczny Kościół Prawosławny
- Diecezja wrocławsko-szczecińska
  - Dekanat Szczecin (część) – parafie: Brzoza; Gorzów Wielkopolski; Ługi
  - Dekanat Zielona Góra (część) – parafie: Kożuchów; Leszno Górne; Lipiny; Słubice; Torzym; Zielona Góra[2]

## Kościoły protestanckie
- Kościół Ewangelicko-Augsburski
  - Diecezja wrocławska (część) – parafie: Gorzów Wielkopolski (filiał – Słubice); Zielona Góra (filiały – Kożuchów, Nowa Sól); Żary (filiał – Żagań)
- Kościół Ewangelicko-Reformowany: diaspora w Gorzowie Wielkopolskim[3]
- Kościół Ewangelicko-Metodystyczny – parafia: Międzyrzecz[4]
- Kościół Zielonoświątkowy
  - Okręg zachodniowielkopolski (część) – zbory: Bytom Odrzański; Gorzów Wielkopolski; Gubin; Kostrzyn nad Odrą; Kożuchów; Łęknica; Nowa Sól (2); Słubice; Sulechów; Szprotawa; Świebodzin; Zielona Góra; Żagań; Żary[5]
- Kościół Chrześcijan Baptystów – zbory: Gorzów Wielkopolski; Zielona Góra[6]
- Kościół Boży w Chrystusie – zbory: Gorzów Wielkopolski; Międzyrzecz; Nowa Sól; Zielona Góra[7]
- Chrześcijańska Wspólnota Zielonoświątkowa – zbór: Lubsko
- Kościół Chrześcijan Wiary Ewangelicznej – zbór: Gorzów Wielkopolski
- Kościół Boży – zbór: Gorzów Wielkopolski[8]

### Inne
- Kościół Adwentystów Dnia Siódmego – zbory: Gorzów Wielkopolski; Zielona Góra; Żagań[9]
- Kościół Nowoapostolski – zbory: Gubin; Kostrzyn nad Odrą; Krosno Odrzańskie[10]

## Restoracjonizm
- Świadkowie Jehowy

Świadkowie Jehowy – 5329 (stan w 2011) głosicieli w 50 zborach (w tym także zbór i grupa języka migowego oraz dwa zbory rosyjskojęzyczne)
- Zbory: Cybinka, Dobiegniew, Drezdenko, Gorzów Wielkopolski (9), Gubin, Iłowa, Jasień, Kargowa, Kostrzyn n. Odrą (2), Kożuchów, Krosno Odrzańskie (2), Lubsko, Łęknica, Międzyrzecz, Nowa Sól (3), Przytoczna, Rzepin, Skwierzyna, Sława, Słubice, Strzelce Krajeńskie, Sulechów (2), Sulęcin, Świebodzin (2), Szprotawa, Witnica, Żagań (2), Żary (3), Zielona Góra (8).

- Świecki Ruch Misyjny „Epifania” – zbory: Kamień Mały; Konin Żagański; Zielona Góra[13]

## Buddyzm
- Buddyjski Związek Diamentowej Drogi Linii Karma Kagyu – ośrodki: Gorzów Wielkopolski; Zielona Góra[14]

## Islam
- Muzułmański Związek Religijny – gmina: Gorzów Wielkopolski

## Judaizm
- Związek Gmin Wyznaniowych Żydowskich w RP – gmina: Żary